# 小野生奈
小野 生奈（おの せいな、1988年10月2日 - ）は、日本の女子競艇選手である。
福岡県古賀市出身、所属支部は福岡支部。
妹は同じ女子競艇選手だった小野真歩（112期、登録番号4770、2020年12月引退）。かつての師匠は吉田弘文だったが、吉田の引退後は不明。ペラグループは「我勝手隊」に所属。

## 来歴
東海大学第五高等学校（現・東海大学付属福岡高等学校）卒業。やまと競艇学校103期。同期には清水沙樹や古澤光紀、深谷知博らがいる。
登録番号は4530。2008年11月、芦屋競艇場でデビュー。しばらく勝てないレースが続いたが、2010年5月にデビュー場の芦屋で初勝利を挙げた。
その後は2011年11月30日の住之江競艇場において開催された「男女ダブル優勝戦第6回森下仁丹杯」で初の優勝戦出場を達成。2013年12月26日、蒲郡競艇場において開催された男女W優勝戦のレースの女子の部で初優勝（3コースから松本晶恵を捲っての優勝）。
2014年前期より初のA1級昇格となり、直後に福岡競艇場において開催された第41回笹川賞にもファン投票で選ばれSG初出場となった。
2017年、地元にしてデビュー水面の芦屋競艇場で開催されたGI第31回女子王座決定戦において、GI初優勝を成し遂げる。この年は女子選手としては1996年以降初となるSG3連勝（第44回笹川賞2日目～3日目）や、SGで2回の準優出（笹川賞・オーシャンカップ）をしており、好調の波に乗ったままでの参戦で優勝となった（優勝戦当日は台風の影響で安定板装着、7Rまでは2周で開催されていた）。
2019年4月より、地元古賀市の「水の特命大使」に就任している。
2020年は2月に唐津競艇場で行われたGI九州地区選手権にて、自身初となる男女混合GI競走での優勝戦進出を決め、優勝戦では3着となった。